# Jennifer Blanc

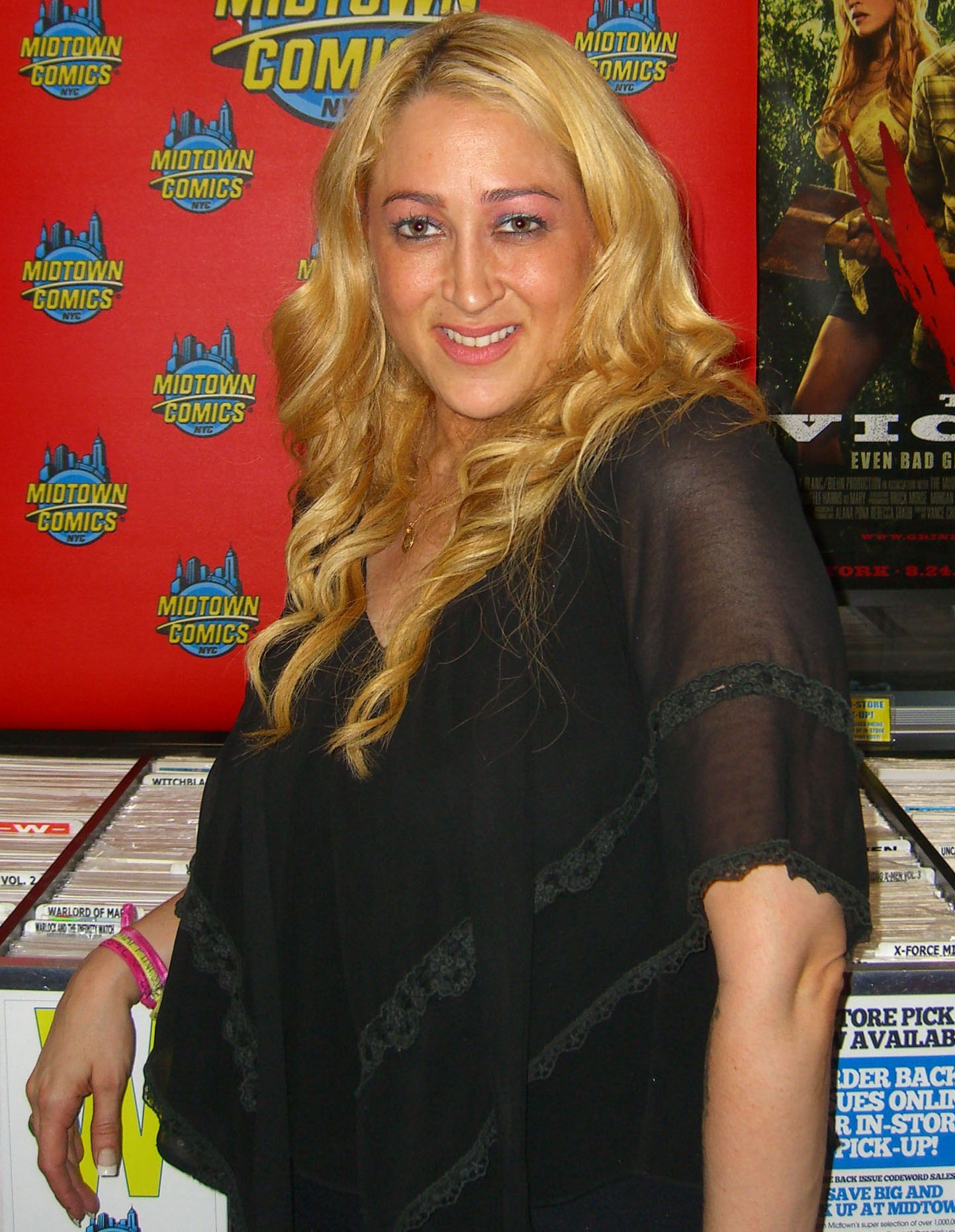
Jennifer Blanc in Manhattan (2012)

Jennifer Blanc, auch Jennifer Blanc-Biehn (* 21. April 1974 in New York City, New York als Jennifer Tara), ist eine US-amerikanische Schauspielerin, Filmregisseurin und Filmproduzentin.

## Leben und Karriere
Blanc hatte Gastrollen in Fernsehserien wie zum Beispiel Beverly Hills, 90210, Eine schrecklich nette Familie, Ein Hauch von Himmel oder Providence. Im Filmdrama Cool and the Crazy (1994) spielte sie neben Alicia Silverstone und Jared Leto die Rolle der Joannie. 2011 spielte sie im Endzeitfilm The Divide – Die Hölle sind die anderen (2011) neben Lauren German, Patricia Arquette und Milo Ventimiglia die Rolle der Liz. Im selben Jahr agierte sie gemeinsam mit ihrem Ehemann Michael Biehn als Produzentin des Thrillers Victim – Traue keinem Fremden (2011), in dem sie außerdem die Rolle der Annie spielte.
Blanc ist seit dem 13. April 2009 mit ihrem Schauspiel- und Regisseurkollegen Michael Biehn verheiratet. Sie haben einen gemeinsamen Sohn.

## Filmografie (Auswahl)
- 1990: Beverly Hills, 90210 (Fernsehserie, Episode 1x02)
- 1991: Eine schrecklich nette Familie (Married… with Children, Fernsehserie, Episode 5x25)
- 1993–1994: Die Super-Mamis (The Mommies, Fernsehserie, 13 Episoden)
- 1994: Cool and the Crazy (Fernsehfilm)
- 1994–1995: Party of Five (Fernsehserie, 8 Episoden)
- 1995: Die Brady Family (The Brady Bunch Movie)
- 1997: Eifersüchtig – Verrat einer Freundin (Friends ’Til the End, Fernsehfilm)
- 1997: Ein Hauch von Himmel (Touched by an Angel, Fernsehserie, Episode 3x24)
- 1997: The Ride
- 1997: Im Dschungel gefangen (Dead Men Can’t Dance)
- 1999: Providence (Fernsehserie, Episode 1x12)
- 2000: Sex, Lügen und Hollywood (Kiss Tomorrow Goodbye, Fernsehfilm)
- 2000–2001: Dark Angel (Fernsehserie, 13 Episoden)
- 2005: CSI: Vegas (CSI: Crime Scene Investigation, Fernsehserie, Episode 5x23)
- 2007: Veronica Mars (Fernsehserie, Episode 3x15)
- 2009: It’s Always Sunny in Philadelphia (Fernsehserie, Episode 5x01)
- 2011: The Absent
- 2011: The Divide – Die Hölle sind die anderen (The Divide)
- 2011: Entscheidung am Yellow Rock (Yellow Rock)
- 2011: Victim – Traue keinem Fremden (The Victim)
- 2012: Bad Ass
- 2013: Wrong Cops
- 2014: Hidden in the Woods
- 2014: Everly – Mit den Waffen einer Frau (Everly)